# El Tossalet (Pinós)
El Tossalet és una muntanya de 766 metres que es troba al municipi de Pinós, a la comarca del Solsonès.